# Henri II de Vaudémont
 (décembre 2023).
Si vous disposez d'ouvrages ou d'articles de référence ou si vous connaissez des sites web de qualité traitant du thème abordé ici, merci de compléter l'article en donnant les références utiles à sa vérifiabilité et en les liant à la section « Notes et références ».
Henri II de Vaudémont, né vers 1255, mort en 1299, fut comte de Vaudémont de 1279 à 1299 et d'Ariano de 1282 à 1299. Il était fils d'Henri Ier, comte de Vaudémont, et de Marguerite de la Roche-sur-Ognon.
En 1277, il participa aux côtés de Ferry III, duc de Lorraine contre l'évêque de Metz. À la mort de son frère Renaud, il hérite du comté de Vaudémont, mais Charles d'Anjou, roi de Sicile, conserve le comté d'Ariano. Il ne se rendra dans le royaume de Naples qu'en 1282, après les Vêpres siciliennes, et recevra Ariano en échange de l'aide militaire qu'il apporte au roi de Sicile. Il se partage entre ses deux comtés. En 1299, il prit part à un engagement naval contre les troupes du roi de Sicile Frédéric Ier près des côtes de la Sicile. Il est tué dans l'engagement.
Il épousa vers 1280 Hélisente de Vergy, fille de Jean Ier de Vergy et de Marguerite de Noyers, et eut :
- Henri III († 1346), comte de Vaudémont
- Marguerite († 1336), mariée en 1301 à Jean de Joinville, fils du chroniqueur de Joinville, puis à Erard, sire de Nanteuil-la-Fosse.
- Jeanne († 1347), abbesse de Remiremont en 1324
- Isabelle, nonne à Soissons

## Sources
- Michel François, Histoire des comtes et du comté de Vaudémont des origines à 1473, Nancy, Imprimeries A. Humblot et Cie, 1935, 459 p. [détail des éditions]